# Desktop Summit
Desktop Summit é um evento ainda sem periodicidade definida que reúne, no mesmo local e data, os encontros das duas principais comunidades de desenvolvedores de ambientes desktop livres, o Gnome (que realiza o encontro GUADEC) e o KDE (com o encontro Akademy).
Durante os dias do Desktop Summit, tanto o GUADEC como o Akademy ocorrem simultaneamente, cada um com sua programação específica; entretanto, há mais espaços para debates e exposições de assuntos de caráter geral para os ambientes desktop livres, principalmente, quanto à questões relacionadas à interoperabilidade.

## Edições

### Realizadas
- 2009 Ilhas Canárias, Espanha[1]
- 2011 Berlim, Alemanha[2]

## Importância
O Desktop Summit tem importância fundamental na união de esforços entre desenvolvedores dos dois projetos para avançar na interoperalidade entre os softwares desenvolvidos de forma independente por cada grupo.